# ATOM Mobility
ATOM Mobility és una empresa de programari amb seu a Riga (Letònia) que ajuda els emprenedors i les empreses a llançar i escalar plataformes per compartir vehicles proporcionant solucions informàtiques.

## Informació general
ATOM Mobility va ser fundada el 2018 a Riga, Letònia per Arturs Burnins i Artūrs Ņikiforovs. El novembre de 2018, Arturs Burnins va guanyar una beca del concurs Atsperiens (12.000 euros) per desenvolupar una solució de scooter compartida ATOM. L'empresa va ser registrada el 14 de desembre de 2018. SIA ITG Group va realitzar una inversió de 50.000 euros en el moment de la inscripció de la societat.
ATOM Mobility es va llançar l'abril de 2019 a Riga amb el nom d'aplicació Ride ATOM. Va ser la primera plataforma per compartir scooters electrònics llançada als Bàltics. El juliol de 2019, ATOM Mobility va llançar una plataforma de scooter electrònic de marca blanca que permet a les empreses llançar les seves pròpies flotes compartides.
El 2020, l'empresa va ser reconeguda com la millor startup de l'any al concurs d'iniciatives Latitude59. ATOM Mobility va rebre una inversió de 200.000 € de l'Estònia Business Angels Network. El 2021, ATOM Mobility va rebre el premi especial "The Red Jackets" "Rising Stars" pel seu creixement d'exportacions del 500% durant els darrers 12 mesos. El mateix any, la companyia va començar a cooperar amb la startup estonia Veriff. El 2022, la companyia va llançar ATOM Academy per compartir coneixements sobre la micromobilitat.
ATOM Mobility està connectant empreses amb solucions de micro-mobilitat a 70 ciutats i 25 països d'arreu del món. L'empresa té el major nombre de clients a Europa (Itàlia, Alemanya, Escandinàvia, Bàltics) i MENA.